# Virgilio Oñate Sánchez
Virgilio Oñate Sánchez (Caravaca de la Cruz, 25 de agosto de 1890 - Madrid, 24 de diciembre de 1964) fue un ingeniero de telecomunicaciones y empresario radiofónico español. Casado con Consuelo Gil Montaner, es el padre del que fuera Ministro de Agricultura en el primer gobierno de la Democracia, Virgilio Oñate Gil.

## Biografía
Tras obtener el título de Ingeniería de telecomunicaciones, encamina su actividad profesional hacia un nuevo medio en ciernes en el primer tercio del siglo XX: la radio. Considerado, pues, uno de los pioneros de la comunicación radiofónica en España, entró a formar parte del Consejo de Administración de la Cadena SER en 1928.
Más tarde se convierte en secretario general de ese consejo y desde 1940 en director general de la cadena. Mantiene el cargo hasta su jubilación, en 1962, siendo sustituido por su yerno Eugenio Fontán.
Durante los dos años que transcurrieron hasta su fallecimiento, ocupó el cargo de vicepresidente de la cadena.
Padre del político Virgilio Oñate Gil.